# Платовская улица
Пла́товская у́лица — улица, расположенная в Западном административном округе города Москвы на территории района Дорогомилово.

## История
Возникла в начале XX века как продолжение Брянской улицы. Выделена из неё под своим нынешним названием 8 апреля 1976 года в память об атамане Войска Донского М. И. Платове (1751—1818), командовавшем всеми казачьими полками в Отечественной войне 1812 года. Название перенесено с упраздненного Платовского проезда, который получил название в год празднования 100-летия Отечественной войны 1812 года.

## Расположение
Платовская улица, являясь продолжением Брянской улицы, проходит от улицы Можайский Вал на запад до улицы Раевского, за которой продолжается как Студенческая улица. Нумерация домов начинается от Брянской улицы.

## Примечательные здания и сооружения
По нечётной стороне:
По чётной стороне:

д. 4 —

## Транспорт

### Наземный транспорт
По Платовской улице не проходят маршруты наземного общественного транспорта. Севернее улицы, на площади Дорогомиловская Застава, расположены остановки «Дорогомиловская застава» автобусов м2, м27, н2, т7, т7к, т39, 91, 116, 157, 205, 324, 454, 474, 477, 840.

### Метро
- Станции метро «Киевская» Арбатско-Покровской линии, «Киевская» Кольцевой линии, «Киевская» Филёвской линии (соединены переходами) — восточнее улицы, на площади Киевского Вокзала
- Станция метро «Студенческая» Филёвской линии — юго-западнее улицы, на Киевской улице